# Özlüce-Talsperre
Die Özlüce-Talsperre (türkisch Özlüce Barajı) ist eine Talsperre in der Ost-Türkei am Peri Çayı im Einzugsgebiet des Euphrat.
Die Talsperre liegt in den Provinzen Bingöl und Elazığ.
Sie wurde 1985/1992 – 1999/2000 fertiggestellt. Das Absperrbauwerk, ein Steinschüttdamm mit Lehmkern, ist 124 m hoch (über Talsohle).
Das Wasserkraftwerk verfügt über zwei 100 MW-Turbinen. Nach anderen Quellen beträgt die installierte Gesamtleistung 170 MW.
Das Regelarbeitsvermögen beträgt 413 GWh im Jahr. Der produzierte Strom wird über das Stromverteilungsnetz von Erzurum verteilt. Die Benennung der Talsperre geht auf das Dorf Özlüce (kurdisch Mugbet) zurück.
Siehe auch:
- Liste der größten Talsperren der Erde
- Liste der größten Stauseen der Erde
- Liste der größten Wasserkraftwerke der Erde
- Liste der Talsperren der Welt